# Leptoclinides caelestis
Leptoclinides caelestis är en sjöpungsart som beskrevs av Kott 200. Leptoclinides caelestis ingår i släktet Leptoclinides och familjen Didemnidae. Inga underarter finns listade i Catalogue of Life.